# Ciclismo nos Jogos Paralímpicos de Verão de 2012 - Contra o relógio masculino em pista
As competições contra o relógio masculino em pista do Ciclismo nos Jogos Paralímpicos de Verão de 2012 foram disputadas entre os dias 30 de agosto e 1 de setembro no Velódromo de Londres, na capital britânica.

## Medalhistas

### Classe B
| Ouro   | GBR Neil Fachie / Barney Storey (piloto)                                 |
| Prata  | ESP José Enrique Porto Lareo / José Antonio Villanueva Trinidad (piloto) |
| Bronze | NED Rinne Oost / Patrick Bos (piloto)                                    |

### Classe C1-3
| Ouro   | CHN Li Zhang Yu    |
| Prata  | GBR Mark Colbourne |
| Bronze | GER Tobias Graf    |

### Classe C4-5
| Ouro   | ESP Alfonso Cabello       |
| Prata  | GBR Jon-Allan Butterworth |
| Bronze | CHN Liu Xinyang           |

## B
| Pos.              | Atleta                                                            | País               | Tempo    | Notas           |
| ----------------- | ----------------------------------------------------------------- | ------------------ | -------- | --------------- |
| Medalha de ouro   | Neil Fachie Piloto: Barney Storey                                 | GBR Grã-Bretanha   | 1:01.351 | Recorde mundial |
| Medalha de prata  | José Enrique Porto Lareo Piloto: José Antonio Villanueva Trinidad | ESP Espanha        | 1:02.707 |                 |
| Medalha de bronze | Rinne Oost Piloto: Patrick Bos                                    | NED Países Baixos  | 1:03.052 |                 |
| 4                 | Kieran Modra Piloto: Scott McPhee                                 | AUS Austrália      | 1:03.120 |                 |
| 5                 | Bryce Lindores Piloto: Sean Finning                               | AUS Austrália      | 1:03.896 |                 |
| 6                 | Tatsuyuki Oshiro Piloto: Yasufumi Ito                             | JPN Japão          | 1:04.266 |                 |
| 7                 | Clark Rachfal Piloto: David Swanson                               | USA Estados Unidos | 1:05.280 |                 |
| 8                 | Daniel Chalifour Piloto: Alexandre Cloutier                       | CAN Canadá         | 1:05.433 |                 |
| 9                 | James Brown Piloto: Damien Shaw                                   | IRL Irlanda        | 1:07.979 |                 |
| 10                | Christos Stefanakis Piloto: Konstantinos Troulinos                | GRE Grécia         | 1:09.163 |                 |
| 11                | Alberto Luján Nattkemper Piloto: Jonatan Ithurrart                | ARG Argentina      | 1:11.181 |                 |
| 12                | Anthony Kappes Piloto: Craig Maclean                              | GBR Grã-Bretanha   | DNF      |                 |

## C1-3
| Rank              | Atleta                          | Classe | Tempo fatorado | Notas           |
| ----------------- | ------------------------------- | ------ | -------------- | --------------- |
| Medalha de ouro   | CHN Li Zhang Yu                 | C1     | 1:05.021       | Recorde mundial |
| Medalha de prata  | GBR Mark Colbourne              | C1     | 1:08.471       |                 |
| Medalha de bronze | GER Tobias Graf                 | C2     | 1:09.979       | Recorde mundial |
| 4                 | GBR Darren Kenny                | C3     | 1:10.203       |                 |
| 5                 | CHN Liang Guihua                | C2     | 1:10.211       |                 |
| 6                 | CHN Xie Hao                     | C2     | 1:10.229       |                 |
| 7                 | ARG Rodrigo Fernando López      | C1     | 1:10.689       |                 |
| 8                 | RUS Alexsey Obydennov           | C3     | 1:10.995       |                 |
| 9                 | GBR Richard Waddon              | C3     | 1:11.394       |                 |
| 10                | USA Joseph Berenyi              | C3     | 1:11.649       |                 |
| 11                | RSA Jaco Nel                    | C2     | 1:12.405       |                 |
| 12                | CAN Brayden McDougall           | C1     | 1:12.683       |                 |
| 13                | CZE Ivo Koblasa                 | C2     | 1:12.730       |                 |
| 14                | BEL Kris Bosmans                | C3     | 1:12.825       |                 |
| 15                | AUS David Nicholas              | C3     | 1:13.087       |                 |
| 16                | IRL Enda Smyth                  | C3     | 1:13.890       |                 |
| 17                | KOR Jin Yong-Sik                | C3     | 1:14.061       |                 |
| 18                | COL Álvaro Galvis Becerra       | C2     | 1:14.275       |                 |
| 19                | GER Michael Teuber              | C1     | 1:14.425       |                 |
| 20                | JPN Masaki Fujita               | C3     | 1:14.998       |                 |
| 21                | CZE Michal Stark                | C2     | 1:15.755       |                 |
| 22                | GER Steffen Warias              | C3     | 1:15.828       |                 |
| 23                | NZL Nathan Smith                | C3     | 1:16.159       |                 |
| 24                | ESP Juan José Méndez            | C1     | 1:16.743       |                 |
| 25                | CAN Arnold Boldt                | C2     | 1:17.304       |                 |
| 26                | CAN Jaye Milley                 | C1     | 1:17.631       |                 |
| 27                | VEN Víctor Hugo Garrido Márquez | C2     | 1:18.089       |                 |
| 28                | USA Anthony Zahn                | C1     | 1:23.312       |                 |

## C4-5
| Pos.              | Atleta                          | Classe | Tempo Fatorado | Notas           |
| ----------------- | ------------------------------- | ------ | -------------- | --------------- |
| Medalha de ouro   | ESP Alfonso Cabello             | C5     | 1:05.947       | Recorde mundial |
| Medalha de prata  | GBR Jon-Allan Butterworth       | C5     | 1:05.985       |                 |
| Medalha de bronze | CHN Liu Xinyang                 | C5     | 1:07.638       |                 |
| 4                 | CHN Ji Xiaofei                  | C4     | 1:08.860       |                 |
| 5                 | CZE Jiří Bouška                 | C4     | 1:08.974       |                 |
| 6                 | JPN Masashi Ishii               | C4     | 1:09.241       |                 |
| 7                 | ROU Carol-Eduard Novak          | C4     | 1:09.390       |                 |
| 8                 | UKR Yegor Dementyev             | C5     | 1:09.558       |                 |
| 9                 | ITA Andrea Tarlao               | C5     | 1:10.175       |                 |
| 10                | CZE Jiří Ježek                  | C4     | 1:10.578       |                 |
| 11                | GER Wolfgang Sacher             | C5     | 1:11.019       |                 |
| 12                | BRA João Alberto Schwindt Filho | C5     | 1:11.259       |                 |
| 13                | COL Diego Germán Dueñas Gómez   | C4     | 1:11.527       |                 |
| 14                | NZL Chris Ross                  | C5     | 1:11.569       |                 |
| 15                | USA Sam Kavanagh                | C4     | 1:11.678       |                 |
| 16                | BRA Soelito Gohr                | C5     | 1:13.017       |                 |
| 17                | ROU Imre Torok                  | C5     | 1:13.774       |                 |
| 18                | IRI Bahman Golbarnezhad         | C4     | 1:13.799       |                 |
| 19                | BEL Koen Reyserhove             | C4     | 1:14.689       |                 |
| 20                | NOR Morten Jahr                 | C4     | 1:16.043       |                 |
| 21                | CUB Damián López Alfonso        | C4     | 1:16.485       |                 |
| 22 !              | GBR Jody Cundy                  | C4     | DNF            |                 |

Legenda
| Recorde mundial      | Recorde mundial (World record)               |                       | Recorde africano                      | Recorde africano (African) |                                           | Q | Classificado por posição (Qualified) |
| Recorde paralímpico  | Recorde paralímpico (Paralympic record)      | Recorde da América    | Recorde da América (Americas)         | q                          | Classificado por melhor tempo (Qualified) |   |                                      |
| Melhor marca do ano  | Melhor marca do ano (World leading)          | Recorde asiático      | Recorde asiático (Asian)              | DNS                        | Não largou (Did not start)                |   |                                      |
| Recorde nacional     | Recorde nacional (National record)           | Recorde europeu       | Recorde europeu (European)            | DNF                        | Não terminou (Did not finish)             |   |                                      |
| Recorde pessoal      | Recorde pessoal do atleta (Personal best)    | Recorde da Oceania    | Recorde da Oceania (Oceania)          | DSQ / DQ                   | Desclassificado (Disqualified)            |   |                                      |
| Recorde da temporada | Recorde da temporada do atleta (Season best) | Recorde sul-americano | Recorde sul-americano (South America) | NM                         | Sem marca (No mark)                       |   |                                      |